# HD 82350
HD 82350，又名CP-71 833，SAO 256623、HR 3777，是一颗恒星，视星等为5.47，位于銀經288.22，銀緯-14.85，其B1900.0坐标为赤經9h 26m 7.3s，赤緯-71° -14.85′ 3″。